# Castle Strike
Castle Strike — компьютерная игра в жанре RTS, разработанная немецкой компанией Related Designs и выпущенная немецкой компанией Data Becker, в России локализована компанией Руссобит-М.

## Описание игры
Действие игры происходит в годы Столетней войны. Игроку предстоит участвовать в сражениях и стычках одного из самых долгих и кровопролитных конфликтов Средневековой Европы на стороне одной из трёх фракций: германцев, англичан или французов. Ему нужно будет в большинстве миссий сначала отстроить свой замок, где проходят обучение войска; на территории вне замка возвести деревню, где происходит добыча ресурсов и строительство осадных орудий; используя свои силы, разгромить противников и захватить их крепости или же уничтожить предводителей врагов.
В игре представлены обучающая мини-кампания и три больших кампании, соединённые единой линией весьма запутанного сюжета — историей герцогской династии фон Рабенхорстов во время Столетней войны, снабжённой определённой долей мистических событий. Всего в игре есть 12 героев, каждый из которых встречается хотя бы раз в каждой миссии (начиная от обучающей кампании) и может быть нанят за деньги в сетевой игре. Каждая из фракций — германцы, англичане, французы — располагает своим уникальным набором войск.

## Игровой интерфейс

### Внешний вид игры
Графика игры выполнена в 3D-режиме: модели воинов, осадных машин, животных, зданий и посторонних объектов выполнены с довольно большой точностью, что делает игру внешне похожей на игры вида Warcraft III: The Frozen Throne, Warhammer: Mark of Chaos или SpellForce: The Order of Dawn. В игре есть 3D-камера, которая позволяет вращать карту игроку так, как ему удобно, а также может приближаться и отдаляться. По принципам ведения боя, тактике и стратегии игра близка к серии Stronghold.

### Элементы управления
Во время игры на экране внизу выводится основная панель с мини-картой, панелью приказов и информационным окном о выбранном воине или здании. Слева может быть вызвана панель построек, где можно выбрать для строительства замковое здание, деревенское здание, воина, осадную машину или технологию. Вверху справа отображаются имена героев, вверху слева и по центру — информация об игроке и его ресурсах.

### Геймплей
В распоряжении игрока в одиночном режиме или сетевой игре изначально есть замок (главное здание). В главном здании можно создавать крестьян-слуг, которые будут строить и чинить дома или добывать ресурсы. Отдельно выделены замковые строения (казармы, изготовитель луков и непосредственно сами элементы крепости), которые возводятся на территории замка, и деревенские строения (дома каменщика, рудокопа, лесоруба и т.д.), строящиеся вне замковой территории. Ресурсы в игре фактически неограничены: в каменоломнях и на рудниках могут трудиться неограниченное число крестьян, а на месте срубленного дерева автоматически начинает расти новое. Золото добывается путём сбора налогов, доходов от продажи пива в таверне и торговли на рынке. Ресурсы можно обменять на деревенской площади: она может быть рынком в режиме кампании и одиночной/сетевой игре. В сетевой игре её также можно превратить в рыцарское ристалище, где можно нанять героев.
Герои, играющие ключевую позицию в одиночных кампаниях, в играх против компьютера и сетевых играх могут наниматься за деньги, однако неизменной остаётся их способность собирать бойцов в отряд и давать им некий бонус. Любой отряд может принимать одно из трёх построений: атакующее (повышает атаку всех бойцов), защитное (повышает защиту всех бойцов) и маршевое (повышает скорость и выносливость бойцов). Бойцы могут передвигаться как пешком, так и бегом (но быстро расходуют энергию).
Дерево технологий в игре представлено отдельно: на панели слева на вкладке технологий отображаются все построенные здания со списком возможных для изучения технологий.

### Войска
Обучение войск в игре проводится, если есть соответствующие здания. На панели слева на вкладке для войск изображены войска, которые можно обучить в главном здании, казармах, доме изготовителя луков, церкви и тюрьме. Для каждой фракции есть следующие виды войск:
- Главное здание
  - Крестьяне (строят здания, чинят их, собирают ресурсы)[1][2]
  - Саботажники (могут закладывать бомбы под здания и осадные машины, которые уничтожают 95% изначальных очков жизни, а также строить заграждения)
  - Сапёры (могут рыть подкопы и открывать ворота)
- Казарма
  - Следопыты (обладают большим радиусом обзора, вооружены ножом, их можно обучить ездить верхом)
  - Копейщики (вооружены копьём, их можно обучить ездить верхом)
  - Пикинёры (могут быть улучшены до алебардщиков)
  - Воины с одноручным оружием (оружие можно заменить на более мощное, солдат можно обучить ездить верхом)
  - Рыцари (могут ездить верхом, пешими сражаются при помощи молотов-чеканов, верхом при помощи копий)
  - Аркебузиры (стрелки, которые могут убивать противника первым же выстрелом, но сами защиты не имеют)
- Изготовитель луков
  - Лучники с коротким луком (могут поджигать здания и осадные машины стрелами)
  - Арбалетчики (пробивают броню, у англичан и немцев могут быть улучшены до более мощных арбалетчиков в доспехах)[3]
- Монастырь
  - Монах (лечит войска)
- Тюрьма
  - Прокажённый (наносит небольшой урон, заражает врага чумой, медленно отнимающей здоровье)
- Элитный воин и воин-наёмник (зависит от фракции)

Лучникам, копейщикам, пикинёрам и обычным пехотинцам можно улучшать доспехи, которые снижают наносимый в бою урон. Максимально возможное улучшение доспехов предоставляется пехотинцам и пикинёрам (алебардщикам): их доспехи внешне становятся схожими с рыцарскими.

### Осадные машины
Осадные орудия вынесены в отдельную категорию, и их строительство ведётся в деревенской мастерской: они создаются в виде повозки, которую потом можно развернуть в орудие. Для обслуживания орудия требуется команда из бойцов: обслуживать могут почти все, кроме крестьян, героев, монахов и элитных воинов.
Некоторые орудия могут стрелять горящими снарядами после проведённого апгрейда и тем самым поджигать здания противника. Такие орудия, как бомбарда и требушет, не являются мобильными: их нужно разбирать и собирать всякий раз, чтобы передислоцировать или сменить угол обстрела. Представлены следующие осадные машины:
- Деревянный щит на колёсах (экипаж 2 человека, вместимость до 4 человек)
- Осадная башня (экипаж 4 человека, вместимость до 4 человек)
- Осадная лестница (один человек)
- Катапульта-онагр (экипаж 2 человека)
- Баллиста (экипаж 2 человека, мощнее онгара)
- Бомбарда (экипаж 2 человека)
- Пушка (экипаж 2 человека, мощнее баллисты и онагра)
- Требушет (экипаж 3 человека, мощнее бомбарды)
- Башенные орудия (экипаж 2 человека; катапульта, баллиста и пушка в порядке мощности)
- Многозарядное орудие (экипаж 2 человека, быстро перезаряжается, эффективно против пехоты)
- Сверхмощное орудие (экипаж 5 человек, долго перезаряжается, эффективно против зданий и машин)
- Лошадь (создаётся в конюшне, улучшается до боевого коня)

### Ролевой элемент
Каждый боец и герой получает опыт за убитого им противника (10% от всей жизни убитого врага). Набирая определённые очки опыта, боец переходит на следующий уровень, повышая здоровье и уровень атаки поочерёдно на 10% от номинального значения. Для рядовых бойцов доступны четыре уровня, для героев — восемь уровней, что означает, что в теории боец может повысить своё здоровье и атаку на 20% от начального уровня, а герой — на 40%. В кампании максимальный уровень развития героя определяется номером миссии (то есть в 3-й миссии максимальный уровень героя составляет 3-й), а в сетевой игре можно свободно развиваться до максимального уровня, однако требуемый опыт будет выше и выше.

### Фракции и их войска
Воины каждой из фракции (кроме героев) говорят на родном языке, что является вполне обычным для многих компьютерных игр. У каждой фракции есть основной набор войск (копейщики, лучники, воины с одноручным оружием и т.д), а также по два уникальных воина и по два осадных орудия. 
- Германия. Основным холодным оружием германцев является меч, основная пехота в игре — мечники, короткие мечи которых можно заменить на длинные. Уникальным элитным воином является мечник с двуручным мечом, который является одновременно и самым сильным пехотинцем в игре — в отличие от рыцарей, он может переходить на бег. Также у немцев есть наёмник-поджигатель, которого можно нанять в тюрьме — он может поджигать здания, неплох в рукопашном бою и может обслуживать осадные машины. Из орудий у немцев есть многоствольная пушка, которая наносит картечью мощный урон вблизи, и гигантская пушка «Полая Анна» (англ. Hollow Hannah), которая является самым мощным орудием в игре и одним залпом разрушает здания и стены. В отличие от других сверхмощных орудий, только у немцев оно является мобильным и не разбирается при каждом переезде.
- Англия. Основное оружие пехотинцев — топорики, которые можно заменить топорами. У англичан есть элитный лучник с длинным луком, который обладает самым большим радиусом стрельбы и наносит более сильный урон по сравнению с обычными лучниками. Из воинов-наёмников у них есть бандит с дубинкой (нанимается в тюрьме), который может маскироваться под деревом и оставаться незаметным, а затем нападать из засады и атаковать противника; также он обслуживает осадную технику. У англичан есть многозарядная баллиста, которая поражает противника дротиками, и гигантская баллиста, которая железными стрелами и копьями уничтожает вражеские здания и укрепления. Баллисту необходимо каждый раз разбирать для переезда.
- Франция. Основное оружие французов — булава, которую можно заменить на цеп. Элитный воин французов — паладин, который немного уступает по здоровью и урону немецкому мечнику с двуручным мечом, но может ездить верхом на лошади. Воином-наёмником является крестоносец, которого можно нанять в монастыре после соответствующего апгрейда: он автоматически восстанавливает запас здоровья (он у него выше любых других воинов в игре, не считая элитные войска и героев) и может обслуживать осадные машины. У французов, однако, есть только лёгкие арбалетчики: тяжёлые арбалетчики доступны лишь англичанам и германцам. Уникальные орудия: двузарядная катапульта, стреляющая смесью гальки и камней по группам войск, и гигантский требушет, который обладает самой большой дальностью стрельбы из всех осадных орудий, но при этом должен разбираться перед перемещением.

## Отзывы
| Сводный рейтинг          | Сводный рейтинг    |
| Агрегатор                | Оценка             |
| ------------------------ | ------------------ |
| GameRankings             | 70,33 % (3 обзора) |
| MobyRank                 | 76/100             |
| «Критиканство»           | 67/100 (2 обзора)  |
| Русскоязычные издания    |                    |
| Издание                  | Оценка             |
| Absolute Games           | 64 %               |
| «Домашний ПК»            | [ 8 ]              |
| «Игромания»              | 6,5/10             |
| Награды                  |                    |
| Издание                  | Награда            |
| Лучшие компьютерные игры | медаль             |

- Портал Absolute Games поставил игре оценку в 64%, отметив неплохую графику и 3D-модели, но обильно раскритиковав геймплей и анимацию[7].
- Журнал Игромания поставил оценку в 6,5 баллов, похвалив игру за тактические нововведения, которые делали игру более сложной и интересной по сравнению с серией Stronghold, но при этом отметил, что с графикой Castle Strike отстала от серии Spellforce очень сильно[9].
- Газета NewsLab.ru отметила, что у игры есть ряд серьёзных преимуществ по сравнению со Stronghold: в частности, отсутствует возможность задавить противника «рашем», что требует от игрока менять тактику и комбинировать разные типы войск; упрощена экономическая система с целью акцентирования внимания игрока на сражениях. 3D-графика позволяет обозревать поле боя, детали ландшафта и юнитов под разными углами (подобная возможность в линейке Stronghold появилась только после выхода Stronghold 2). Недостатком было названо музыкальное сопровождение[10].